# 요시프 유라노비치
요시프 유라노비치(크로아티아어: Josip Juranović, 1995년 8월 16일~)는 크로아티아의 축구 선수이다. 포지션은 라이트백이며, 현재 독일 분데스리가의 우니온 베를린에서 활약하고 있다.